# 페자 귀르세이
페자 귀르세이(튀르키예어: Feza Gürsey, 1921년 4월 7일 ~ 1992년 4월 13일)는 터키의 이론 물리학자이자 수학자이다. 가장 중요한 업적은 비선형 카이랄 라그랑지안에 대해 남긴 연구 결과였다. 터키에는 귀르세이의 이름을 딴 페자 귀르세이 연구소도 존재한다.

## 생애
귀르세이는 1921년 4월 7일 오스만 제국의 수도 이스탄불에서 군의관 레시트 귀르세이(튀르키예어: Reşit Gürsey)와 화학자 렘지예 히사르(튀르키예어: Remziye Hisar)의 아들로 태어났다. 1940년에는 갈라타사라이 고등학교를 졸업하고 이스탄불 대학교 자연과학부에 진학하였으며, 1944년 수학과 물리학을 전공하여 졸업하였다. 그 후 터키 교육부의 장학금을 받아 영국의 임페리얼 칼리지 런던에 진학하여 이곳에서 박사 학위를 취득하였다. 1950년 페자는 사원수를 양자장론에 응용하는 연구를 완성하였으며, 1950년부터 1951년까지 케임브리지 대학교에서 박사 후 과정을 마친 후에는 이스탄불 대학교로 돌아와 조교수 생활을 하였다. 이 기간 동안 페자는 같은 물리학과 조교수인 수하 파미르(Suha Pamir)를 만나 결혼하였다. 1953년에는 물리학과 부교수가 되었다.
이후 1957년-1961년까지는 국외의 브룩헤이븐 국립연구소, 프린스턴 고등연구소, 컬럼비아 대학교 등에서 활발한 연구 활동을 하였다. 비선형 카이랄 라그랑지안은 이 무렵인 1960년대의 연구 주제였는데, 페자는 이로써 양자 색역학에 관한 연구 결과를 얻었다. 1961년 해외 활동을 마치고 터키로 돌아와서는 중동공과대학교 물리학과 교수에 임용되었다. 이 대학에서 페자는 1974년까지 강의하였고 동시에 연구 그룹도 결성하여 활발히 연구 활동에 매진하였다.
1965년 예일 대학교에서 자리를 주겠다는 제안이 있었고, 이때부터 1974년까지 귀르세이는 예일 대학교와 중동공과대학교에서 공히 일하기 시작했다. 1974년 마침내 페자는 미국으로 완전히 건너가 예일 대학교 물리학과에 자리를 잡았다. 이 기간 동안 E6 대통일 이론을 공식화하는 작업에 참여 하는 등 계속해서 미국에 거주하며 연구 활동을 하였고, 1992년 4월 13일 코네티컷주 뉴헤이븐에서 사망하였다.